# Wladimir Lwowitsch Maschkow

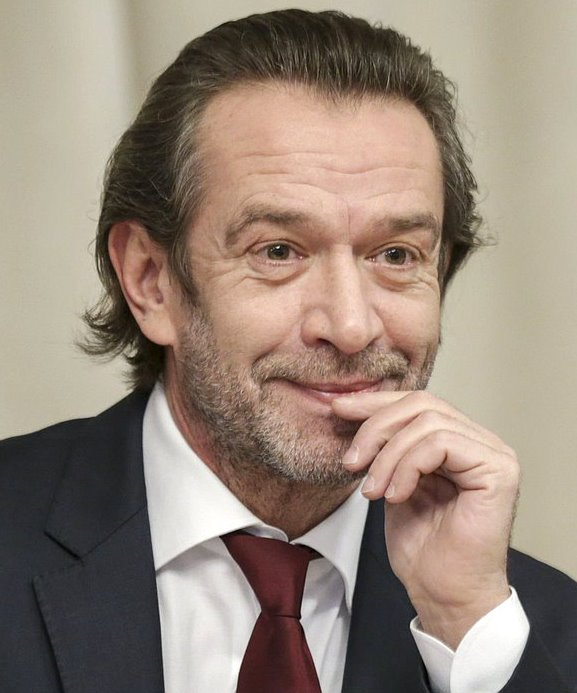
Wladimir Maschkow (2018)

Wladimir Lwowitsch Maschkow (russisch Владимир Львович Машков; * 27. November 1963 in Tula) ist ein russischer Schauspieler und Regisseur; Verdienter Künstler Russlands (1996), Volkskünstler Russlands (2010). Er leitet das Oleg-Tabakow-Theater nahe dem Tschistyje Prudy am Boulevardring in Moskau.

## Leben
Wladimir Maschkow wurde am 27. November 1963 in der russischen Großstadt Tula in Zentralrussland geboren. Sein Vater, Lew Petrowitsch Maschkow, war ein Schauspieler des Puppenspieltheaters in Nowokusnezk, seine Mutter, Natalja Iwanowna Nikiforowa, war Theaterregisseurin im selben Theater. Seine Großmutter mütterlicherseits war eine Italienerin.

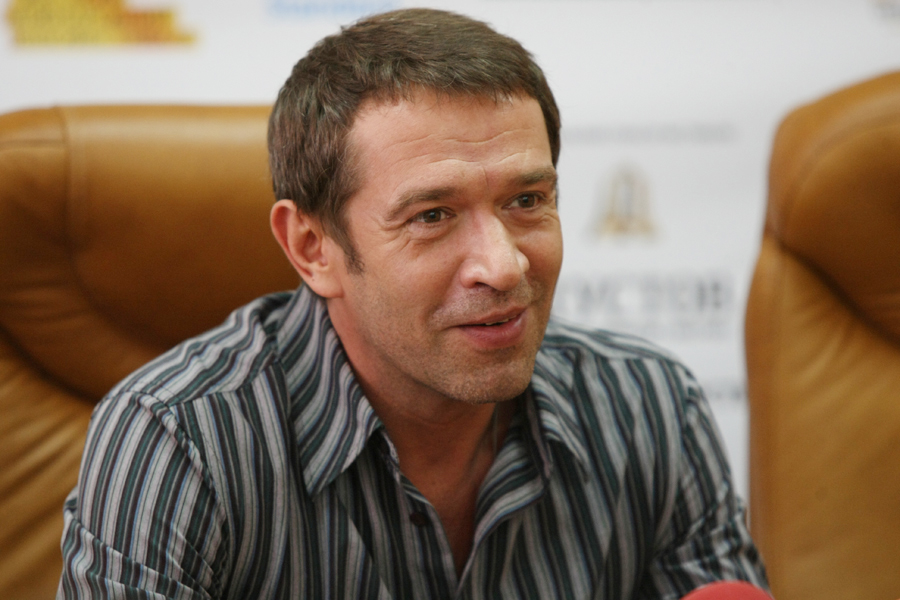
Maschkow auf dem Odessa International Film Festival (2010)

Im Jahr 1984 hat Maschkow angefangen, Schauspielerei in Nowokusnezk und ab 1989 in Moskau zu studieren. Seit 1989 spielt er in Kino- und Fernsehfilmen mit. 1990 hat er sein Schauspiel-Studium erfolgreich abgeschlossen.
Im Jahr 1995 spielte er die Hauptrolle im russischen Film Die amerikanische Tochter (Regie: Karen Schachnasarow), die ihm erste Bekanntheit einbrachte. Seit er im Jahr 2000 im US-amerikanischen Film Dancing at the Blue Iguana mitgespielt hat, spielt er immer wieder in Hollywood-Filmen mit, in der Regel in den Rollen des „bösen Russen“.
Im Jahr 1997 spielte Maschkow die Hauptrolle im Film Der Dieb, der 1998 mit dem Oscar für den besten fremdsprachigen Film ausgezeichnet wurde.
2001 war ein sehr erfolgreiches Jahr für Maschkow. Er spielte u. a. den Gegenspieler von Owen Wilson, den Serben Sascha, im Hollywood-Film Im Fadenkreuz – Allein gegen alle und an der Seite von Jennifer Jason Leigh den russischen Mafioso Oleg Wolkow in The Quickie. 2011 spielte Maschkow u. a. in Mission: Impossible – Phantom Protokoll den Agenten Sidorow und in Rasputin – Hellseher der Zarin (mit Gérard Depardieu als Rasputin) den Zaren Nikolaus II.
Maschkow ist Mitglied der Partei Einiges Russland und gilt als langjähriger Unterstützer des russischen Präsidenten Wladimir Putin. Nach dem Beginn der russischen Invasion in die Ukraine 2022 ließ er an der Hauptfassade seines Theaters ein über drei Geschosse reichendes, riesiges „Z“ in den Farben des Sankt-Georgs-Bandes anbringen, das als Zeichen der Unterstützung des Krieges verstanden wird, eines der größten Symbole dieser Art in der Moskauer Innenstadt. Im gleichen Jahr trat er bei einem Propaganda-Konzert in Moskau zum achten Jahrestag der Annexion der Krim auf. Als Reaktion auf die von Maschkow unterstützte russische Invasion in die Ukraine setzte die EU Maschkow im Juli 2022 auf eine Sanktionsliste.

## Privates
- Erste Frau: Schauspielerin Jelena Pawlowna Schewtschenko (* 1964)
  - Eine gemeinsame Tochter: Schauspielerin Maria Maschkowa (* 1985)
    - Zwei Enkelinnen: Stefania (* 2010) und Alexandra (* 2012)
- Zweite Frau (2000–2004): Journalistin Xenia Terentjewa
- Dritte Frau: Schauspielerin Oxana Schelest
- Vierte Frau (seit 2013): Journalistin Xenia Terentjewa

## Filmografie (Auswahl)
- 1993: Iwan und Abraham (Я — Иван, ты — Абрам)
- 1995: Limita (Лимита)
- 1995: Die amerikanische Tochter (Американская дочь)
- 1997: Kasaner Waisenkind (Сирота казанская)
- 1997: Der Dieb (Вор)
- 2000: Dancing at the Blue Iguana
- 2001: 15 Minuten Ruhm (15 Minutes)
- 2001: Im Fadenkreuz – Allein gegen alle (Behind Enemy Lines)
- 2001: Ein amerikanischer Traum (An American Rhapsody)
- 2001: The Quickie (Давай сделаем это по-быстрому)
- 2002: Ein neuer Russe (Олигарх)
- 2004: Papa (Папа)
- 2005: Staatsrat (Статский советник)
- 2005: Alias – Die Agentin (Alias, Fernsehserie, Folge 4x17–4x18)
- 2006: Piranha (Охота на пиранью)
- 2007: Beseitigung (Ликвидация)
- 2010: Edge of War – Zug des Todes (Край)
- 2010: Kandahar (Кандагар)
- 2011: Mission: Impossible – Phantom Protokoll (Mission: Impossible – Ghost Protocol)
- 2011: Rasputin – Hellseher der Zarin (Распутин, Fernsehfilm)
- 2013: Pepel (Пепел)
- 2016: Der Duellist (Дуэлянт)
- 2016: Final Take-Off – Einsame Entscheidung (Экипаж)
- 2017: Going Vertical (Движение вверх)
- 2023: The Challenge – Die Herausforderung (Вызов)

## Regisseur
- 1997: Kasaner Waisenkind (Сирота казанская)
- 2004: Papa (Папа)

## Auszeichnungen (Auswahl)
- 1996: Verdienter Künstler Russlands[1]
- 1997: Nika (beste männliche Hauptrolle, Film Der Dieb)[10][11][12]
- 2010: Goldener Adler (beste männliche Hauptrolle, Film Edge of War – Zug des Todes)
- 2010: Volkskünstler Russlands[2]